# Philipp Manuel Gutmann

Philipp Manuel Gutmann (2021)

Philipp Manuel Gutmann (* 28. Juli 1993 in Zwettl, Niederösterreich) ist ein österreichischer Komponist, Musiklektor und Musikwissenschafter.

## Biografie
Gutmann wurde 1993 im niederösterreichischen Zwettl geboren und wuchs in Herzogenburg auf. Seine musikalische Ausbildung begann im Alter von neun Jahren an der Musikschule Herzogenburg. Er lernte dort erst Violine, später auch Tenorsaxophon und Klavier, zudem besuchte er die Musikhauptschule Herzogenburg (heute Niederösterreichische Musik-Mittelschule Herzogenburg).
Seine musikalische Begabung wurde früh gefördert, sodass er in zahlreichen Herzogenburger Vereinigungen und Musikensembles wie dem Herzogenburger Sinfonieorchester, dem Orchester Con Spirito des Motettenchors Herzogenburg, der Blasmusikkapelle Herzogenburg oder dem Singkreis Herzogenburg mitwirkte und dadurch viele unterschiedliche musikalische Stilrichtungen kennenlernen konnte.
Von 2007 bis 2012 besuchte Gutmann das Musikgymnasium Wien, wo er aufgrund des Tonsatzunterrichts seine ersten Kompositionsversuche unternahm. Violineunterricht erhielt er in dieser Zeit am Gustav Mahler Konservatorium Wien sowie an der Musikschule Alterlaa. Im Jahr 2009 war er Finalist beim Wettbewerb Jugend komponiert, wodurch sein Streichquartett Nr. 1 beim Finalkonzert 2010 im Großen Saal des Mozarteums Salzburg uraufgeführt wurde. Durch seine Mitwirkung im Kammerchor des Musikgymnasiums kam er zudem zur Chorvereinigung St. Augustin, wo er bis 2017 als aktiver Chorsänger tätig war.
Im Jahr 2011 bestand Gutmann die Aufnahmeprüfung für das Kompositionsstudium an der Musik und Kunst Privatuniversität der Stadt Wien (MUK) bei Dirk D’Ase. In den darauffolgenden Jahren beschäftigte er sich zunehmend intensiver mit musikalischer Notation und dem Handwerk des Musiklektorats, begann ein ergänzendes Studium der Musikwissenschaft an der Universität Wien, absolvierte Praktika bei den Musikverlagen Doblinger, Universal Edition und der Alban-Berg-Gesamtausgabe und arbeitete als studentisch-wissenschaftlicher Assistent am Institut für Wissenschaft und Forschung an der MUK unter der damaligen Prorektorin und Institutsleiterin Susana Zapke. Im Zuge dieser Tätigkeit erhielt er eine Wissenschaftsförderung der Kulturabteilung MA 7 der Stadt Wien für die Grundlagenforschung zum Komponisten Wilhelm Grosz, betreute die Herausgabe von dessen Komposition Bänkel und Balladen bei der Universal Edition und hielt bei einem dem Komponisten gewidmeten Symposium einen Vortrag zur kritischen Edition.
Von 2016 bis 2017 verbrachte Gutmann im Zuge eines Swiss-European-Mobility-Programms ein Auslandssemester in Zürich an der Zürcher Hochschule der Künste und studierte dort bei Kaspar Ewald und Isabel Mundry. 2017 entstand aus der Kooperation mit dem Tubisten Manuel Dominic Mayer die CD Melodic Motion – Tuba Gschicht’n, für die er sämtliche Kompositionen beisteuerte und die unter der Mitwirkung von Roland Düringer und Leonhard Paul beim Label HUMA Classics veröffentlicht wurde.
Sein Masterstudium der Komposition absolvierte er mit Auszeichnung im selben Jahr. Das Abschlusskonzert fand in der Pfarre Am Schüttel mit Uraufführungen der Werke Das große Schweigen (Stefano Ragusini, Musikalische Leitung; Stefan Fleming, Erzähler; Kammerorchester der MUK) und Mysterium fascinosum (Roman Hauser, Orgel) statt. Von 2018 bis 2019 ergänzte Gutmann sein Kompositionsstudium mit einem postgradualen Lehrgang an der Universität für Musik und darstellende Kunst Wien bei Iris ter Schiphorst und arbeitete neben seiner Kompositionstätigkeit als Verlagslektor beim Musikverlag Doblinger.
Im Jahr 2019 übernahm Gutmann die Obmannfunktion des Herzogenburger Sinfonieorchesters von Werner Hackl und trat erstmals mit einem von ihm und dem Komponistenkollektiv Gutmann – Gigele – Castoral initiierten Konzertabend mit dem Titel Von blühenden Zitronen und glühenden Kanonen als Konzertveranstalter in Erscheinung, wo sein Klaviertrio Kennst Du das Land … vom Hedenborg Trio (Wilfried Kazuki Hedenborg, Violine; Bernhard Naomi Hedenborg, Violoncello; Julian Yo Hedenborg, Klavier) uraufgeführt wurde. Im selben Jahr fand die Uraufführung seines Orchesterwerks Periculum im Großen Haus des Staatstheaters Cottbus mit dem dort ansässigen Philharmonischen Orchester unter der Leitung von Alexander Merzyn statt. Im Jahr 2021 gewann Gutmann mit seiner Klavierkomposition Vertigo den Publikumspreis bei den 1. Tagen der neuen Klaviermusik Graz. 2023 erhielt er das Österreichische Staatsstipendium für Komposition und für sein Klaviertrio Leise atmen alle Blumen den von Allegro Vivo, INÖK, Musikfabrik NÖ und der Kulturabteilung des Landes NÖ ausgelobten Kompositionspreis 2022/23.
Seit 2022 ist Gutmann zudem Vorstandsmitglied der Vereine Interessengemeinschaft Niederösterreichischer KomponistInnen und Independent Music Association, ist weiters aktives Mitglied in diversen Kompositionsvereinigungen und setzt sich somit bewusst für die Förderung von zeitgenössischer Musik und Kultur, vor allem in Wien und Niederösterreich, ein.
Im November 2023 wurde ihm der Kulturpreis des Landes Niederösterreich verliehen.

## Preise und Auszeichnungen
- 2023 Niederösterreichischer Kulturpreis: Anerkennungspreis in der Sparte Musik[22]
- 2023 Kompositionspreis 2022/23 von Allegro Vivo, INÖK, Musikfabrik NÖ und der Kulturabteilung des Landes NÖ
- 2023 Österreichisches Staatsstipendium für Komposition
- 2021 Publikumspreis beim Kompositionswettbewerb der 1. Tage der neuen Klaviermusik Graz
- 2021 Arbeitsstipendium des Bundesministeriums für Kunst, Kultur, öffentlichen Dienst und Sport (BMKÖS)
- 2015 START-Stipendium für Musik und darstellende Kunst des Österreichischen Bundeskanzleramts
- 2010 Finalist beim Kompositionswettbewerb Jugend komponiert der Austrian Composers Association

## Werke (Auswahl)

### Orchester- und Bühnenwerke
- Ein wilder Apfelbaum will ich werden – Kontrastfragmente für Cimbalom, Violine und Streichorchester, GWV 101 (2025)
- Der kleine Prinz – ein musikalisches Märchen nach dem gleichnamigen Klassiker von Antoine de Saint-Exupéry (Libretto: Fedora Wesseler), GWV 100 (2024)
- Ich warf eine Rose ins Meer – Novellette für Streichorchester, GWV 95 (2023)
- Fantasia – ein musikalisches Märchen für symphonisches Blasorchester, GWV 84 (2021)
- Fabularis – eine musikalische Kurzgeschichte für symphonisches Blasorchester, GWV 83 (2021)
- Spaß? Humbug! – Ein Kindermusical für die NÖKISS (Libretto: Cornelia Travnicek), GWV 76 (2020)
- Anabasis – Novellette für Streichorchester, GWV 66 (2019)
- Periculum – Szenen einer Empörung für symphonisches Orchester, GWV 62 (2019)
- Memoria – Reminiszenzen für symphonisches Blasorchester, GWV 50 (2018)
- Das große Schweigen – für Kammerorchester und Erzähler:in, GWV 40 (2017)
- Danse macabre – Klangnovelle für symphonisches Orchester, GWV 29 (2016)
- Aurora obscura – für symphonisches Blasorchester, GWV 26 (2016)

### Ensemblewerke
- Meeresreiter – für Klarinette/Bassklarinette, Fagott, Trompete, Viola, Violoncello und Kontrabass, GWV 96 (2023)
- Fanfare grotesque – für Blechblasensemble und Schlagwerk, GWV 61 (2019)
- Lucent Fanfare – für Blechblasensemble und Schlagwerk, GWV 54 (2018)
- Fanfare für das Wiener Rathaus – für Blechblasensemble und Schlagwerk, GWV 18 (2015)

### Vokal- und Chormusik
- Im Gesang des Vogels – Lied für Sopran und Klavier nach einem Gedicht von Jonathan Perry, GWV 86 (2022/2024)
- appassionata – 3 Lieder für hohe Stimme und Klavier nach Gedichten von Maja Haderlap, GWV 69 (2020)
- Silberne Saiten – Liederzyklus für Gesang und Streichquartett nach Gedichten von Stefan Zweig, GWV 59 (2019)
- Hodie christus natus est – Offertoriumsmotette zur Weihnachtszeit für gem. Chor, GWV 46 (2018)
- Timor et tremor – Offertoriumsmotette zur Fastenzeit für gem. Chor, GWV 44 (2017)
- Videntes stellam – Offertoriumsmotette zur Weihnachtszeit für gem. Chor, GWV 33 (2016)
- Vinea mea electa – Offertoriumsmotette zur Fastenzeit für gem. Chor, GWV 28 (2016)
- Tenebræ factæ sunt – Offertoriumsmotette zur Fastenzeit für gem. Chor, GWV 25 (2016)
- Quem vidistis – Offertoriumsmotette zur Weihnachtszeit für gem. Chor, GWV 24 (2016)
- O magnum mysterium – Offertoriumsmotette zur Weihnachtszeit für gem. Chor, GWV 23 (2015)
- Tristis est anima mea – Offertoriumsmotette zur Fastenzeit für gem. Chor, GWV 22 (2015)
- Nachtstrahl – Klavierlied für tiefe Stimme, GWV 15 (2014)
- Sieben Rosen später – 4 Lieder für tiefe Stimme und Klavier nach Gedichten von Paul Celan, GWV 9 (2012)

### Kammermusik
- Pæonia (Wie ein Blütenschein) – Miniatur für Streichquartett, GWV 97 (2024)
- Wellenblütenmeer – Pas de trois für drei Violoncelli, GWV 91 (2023)
- Leise atmen alle Blumen – für Violine, Violoncello und Klavier, GWV 90 (2022)
- Hyazinth und Rosenblüt’ – Triofantasie für Violine, Violoncello und Klavier, GWV 89 (2022)
- Pas de deux – für Klarinette und Trompete, GWV 87 (2022)
- Wie eine Welle – Trio für Flöte, Klarinette und Klavier, GWV 85 (2022)
- seacoloured lightbellsounds – eine kurze Erzählung für Streichquartett, GWV 82 (2022)
- Capriccio – 4 launische Miniaturen für Flöte/Violine und Klavier, GWV 77a/b (2020)
- Kennst Du das Land … – Trio für Violine, Violoncello und Klavier, GWV 64 (2019)
- Melodic Motion – 4 Stücke für Tuba und Klavier, GWV 27/30/39/43 (2016/2017)
- Exorbitans – für Violine und Orgel, GWV 17 (2014)
- Fraktale Fläche – für Streichquartett, GWV 16 (2014)
- Impression III (Konzert) – Streichquartett Nr. 2, GWV 7 (2011)
- Streichquartett Nr. 1, GWV 1 (2009)

### Solowerke
- Memento – Bagatelle für Klavier solo, GWV 93 (2023)
- Momentum – Bagatelle für Violoncello, GWV 92 (2023)
- Die Lerche – Klangnovelle für Orgel nach einer Wiener Kurzgeschichte, GWV 80 (2021)
- Träumerei – Novellette für Klavier solo, GWV 79 (2021)
- Vertigo – Bagatelle für Klavier solo, GWV 78 (2021)
- Martyrium – Bagatelle für Violoncello/Violine solo, GWV 74a/b (2020)
- Lunatico – Bagatelle für Schlagwerk solo, GWV 58 (2019)
- Mysterium fascinosum – für Orgel solo, GWV 41 (2017)
- Mysterium tremendum – für Horn solo, GWV 37 (2017)
- Aura Popularis – Fassung für Tuba solo, GWV 11c (2016)

## Pressestimmen
„Gutmann hat für die berühmte Geschichte eine Reihe von eingängigen Melodien erdacht, die trotz minimalistischer Instrumentierung stets den richtigen Tonfall für die einzelnen Episoden finden. Mal humorvoll, mal philosophisch.“
„Dass ihm die Literatur als Ausgangslage dient, ist keine Seltenheit. Wie ein Parfümeur entnimmt er dem Gedicht oder der Erzählung seiner Wahl die Essenz, um diese in das Musikstück einfließen zu lassen.“
„Philipp Manuel Gutmanns Triofantasie aus 2022 schließt da [Anm.: an Franz Schuberts Klaviertrio in B-Dur] nahtlos an und klingt weiter, schickt Novalis’ ,Hyazinth‘ durch wilde Wellen und sanfte Blüten, lässt die Saiten wogen, die Bögen tanzen, die Tasten rauschen. Und hat hinterm nächsten Takt die nächste Überraschung versteckt. [...] Fazit: Kammermusik, wie sie spannender kaum sein kann!“
„Für den ausgelobten Publikumspreis waren zahlreiche Rückmeldungen aus dem ‚Stream‘ hereingekommen, von denen mehr als die Hälfte für den 28-jährigen Niederösterreicher Philipp Manuel Gutmann votierte, dessen ‚Vertigo‘ dem Zuhörer indes kein benebeltes Ohrensausen bescherte.“
„Meisterlich pulsieren die Klangfolgen, wie der ‚Heimat‘-Boden nach unzähligen Bomben.“
„Seine ‚Szenen für symphonisches Orchester‘ sind harmonisch und wuchtig, lassen Fanfaren toben und übernehmen Zitate aus Schuberts ‚Unvollendeter‘ als Beleg für propagandistisch-respektlosen Mißbrauch selbst großer Kunst.“
„Schubert goss seinen Schmerz in Melodien-Kontraste, der 1993 geborene Wiener Komponist Philipp Manuel Gutmann vertraute seine Empörung heute, 200 Jahre später, dem Rhythmus an. Immer disharmonischer wird der Orchesterklang, schreiende Melodiefetzen nehmen Marschcharakter an; man fühlt sich an Strawinski und Schostakowitsch erinnert.“

## Diskografie und Veröffentlichungen
- 2025: Die Lerche – Klangnovelle für Orgel nach einer Wiener Kurzgeschichte, Musikverlag Doblinger.
- 2023: Ich warf eine Rose ins Meer – Novellette für Streichorchester, Musikverlag Doblinger.
- 2023: Kennst Du das Land … – Trio für Violine, Violoncello und Klavier, Musikverlag Doblinger.
- 2023: Leise atmen alle Blumen – für Violine, Violoncello und Klavier. Musikverlag Doblinger.
- 2022: Mysterium fascinosum – für Orgel solo, Musikverlag Doblinger.
- 2022: Vertigo – Bagatelle für Klavier solo, Musikverlag Doblinger.
- 2022: seacoloured lightbellsounds – eine kurze Erzählung für Streichquartett, Musikverlag Doblinger.
- 2021: Fantasia – ein musikalisches Märchen für symph. Blasorchester, Musikverlag Kliment.
- 2021: Fabularis – eine musikalische Kurzgeschichte für symph. Blasorchester, Musikverlag Kliment.
- 2020: Lunatico – Bagatelle für Schlagwerk solo, Musikverlag Doblinger.
- 2019: Periculum – Szenen einer Empörung für symph. Orchester, Musikverlag Doblinger.
- 2019: Drei Fanfaren – für Blechbläserensemble und Schlagwerk, Musikverlag Kliment.
- 2018: Memoria – Reminiszenzen für symph. Blasorchester, Musikverlag Kliment.
- 2018: Melodic Motion – Tuba Gschicht’n, Musikverlag Kliment.
- 2017: Wilhelm Grosz: Bänkel und Balladen – für mittlere Stimme und Kammerorchester. Kritische Neuausgabe. (Herausgeber)
- 2017: Melodic Motion – Tuba Gschicht’n, HUMA Classics (Manuel Dominic Mayer, Tuba/Philipp Manuel Gutmann, Komposition)
- 2016: Aurora obscura – für symph. Blasorchester, Musikverlag Kliment.